# 폐경기
폐경(閉經)은 갱년기(更年期)라고도 알려져 있으며, 월경이 영구적으로 중단되어 생식 기능이 끝나는 시기를 말한다. 일반적으로 45세에서 55세 사이에 일어나지만, 정확한 시기는 개인에 따라 다를 수 있다. 폐경은 보통 자연스러운 변화이다. 흡연자의 경우 더 일찍 발생할 수 있다. 다른 원인으로는 양쪽 난소를 제거하는 수술이나 일부 화학요법 등이 있다. 생리학적 수준에서 폐경은 난소의 에스트로겐과 프로게스테론 호르몬 생산 감소로 인해 발생한다. 일반적으로 필요하지는 않지만, 혈액이나 소변의 호르몬 수치를 측정하여 폐경 진단을 확인할 수 있다. 폐경은 소녀의 초경 시기와 반대되는 개념이다.
폐경 전 수년간 여성의 월경은 일반적으로 불규칙해지는데, 월경 기간이 길어지거나 짧아질 수 있고 월경량이 많아지거나 적어질 수 있음을 의미한다. 이 시기에 여성은 종종 안면 홍조를 경험하는데, 이는 보통 30초에서 10분 정도 지속되며 떨림, 도한증, 피부 홍조를 동반할 수 있다. 안면 홍조는 4~5년 동안 반복될 수 있다. 다른 증상으로는 질 건조, 수면 장애, 기분 변화 등이 있다. 증상의 심각도는 개인마다 다르다. 45세 이전에 폐경이 오는 경우를 "조기 폐경"이라고 하며, 난소 기능 부전이나 난소 제거 수술이 40세 이전에 일어나는 경우를 "조기 난소 부전"이라고 한다.
증상(안면 홍조, 도한증, 기분 변화, 관절통, 질 건조) 외에도 폐경의 신체적 결과로는 골밀도 감소, 중심 복부 지방 증가, 콜레스테롤 수치와 혈관 기능의 불리한 변화 등이 있다. 이러한 변화로 인해 폐경 후 여성들은 골다공증과 골절, 심장 대사 질환(당뇨병 및 심혈관 질환)의 위험이 증가한다.
의료 전문가들은 종종 여성이 1년 동안 월경이 없었을 때 폐경이 일어났다고 정의한다. 또한 난소의 호르몬 생산 감소로도 정의될 수 있다. 자궁을 수술로 제거했지만 여전히 기능하는 난소가 있는 여성의 경우, 아직 폐경이 일어나지 않은 것으로 간주된다. 자궁 제거 후에는 일반적으로 폐경 증상이 더 일찍 나타난다. 의원성 폐경은 의학적 이유로 자궁과 함께 양쪽 난소를 모두 외과적으로 제거했을 때 발생한다.
폐경 치료의 주요 목적은 증상 완화와 골밀도 감소 예방이다. 경미한 증상은 치료로 개선될 수 있다. 안면 홍조와 관련하여 흡연, 카페인, 알코올을 피하는 것이 종종 권장되며, 시원한 방에서 맨몸으로 자고 선풍기를 사용하는 것이 도움될 수 있다. 폐경기 증상에 가장 효과적인 치료법은 폐경기 호르몬 요법(MHT)이다. 안면 홍조에 대한 비호르몬 요법으로는 인지 행동 치료, 임상 최면, 가바펜틴, 페졸리네탄트 또는 선택적 세로토닌 재흡수 억제제 등이 있다. 이러한 치료법들은 55% 이상의 여성들에게 영향을 미치는 관절통이나 질 건조와 같은 증상을 개선시키지는 않는다. 운동은 수면 문제 해결에 도움이 될 수 있다. 과거 연구에서 제기된 MHT 사용에 대한 많은 우려사항들은 더 이상 건강한 여성들의 MHT 사용에 장애물로 여겨지지 않는다. 대체의학의 효과에 대한 양질의 증거는 아직 발견되지 않았다.

## 증상
폐경기에는 생리 주기가 멈추게 된다. 경우에 따라 아무런 증상을 겪지 않는 사람도 있다. 다음과 같은 증상을 겪고 있다면 폐경기 증상일 수 있다.
- 생리주기가 불규칙하거나 생리량이 변하는 경우
- 얼굴, 목, 가슴 등에서 열이 난다고 느끼거나 붉어지는 경우
- 저녁에 땀이 나고 잠들기가 곤란하다고 느끼거나, 피로하고, 스트레스, 긴장감을 느끼는 경우
- 질이 건조하고 얇아지면서 성교 시 통증을 느끼는 경우
- 뼈가 약해지면서 키가 줄어들고 골절(골다공증)이 발생하는 경우

## 치료
폐경기에는 체내 에스트로겐이라는 호르몬이 줄어들기 때문에 얼굴이 붉어진다거거나, 질이 건조해지고 뼈가 약해질 수 있다. 이런 증상들을 예방하거나 치료하기 위해 사용되는 방법 중 하나가 호르몬 치료이다. 호르몬 치료는 에스트로겐 단독요법, 또는 에스트로겐과 프로게스틴 병용요법을 사용한다. 다른 모든 약물 치료와 마찬가지로 호르몬 치료도 유익한 면이 있는 반면 위험성도 있다. 만약 호르몬 치료를 받기로 결정되면, 치료가 가능한 범위 내에서 가장 낮은 용량으로 치료가 시작될 것이다. 또한, 치료가 요구되는 최소한의 기간 동안만 처방하게 될 것이다.

### 이로운 점
어떤 여성들은 이런 폐경기 증상이 특별한 치료를 받지 않고도 시간이 지남에 따라 사라지기도 한다. 호르몬 치료는 얼굴 붉어짐, 야간의 땀흘림, 질 건조 증상을 감소시키는 치료제로서 가장 효과가 있는 것으로 입증된 치료법 중 하나이다. 또한, 골다공증으로 인하여 뼈가 약해지고 부러지기 쉬운 상태로 변하는 속도를 늦추어 줄 수 있다.

### 위험성
일부여성에서는 호르몬 치료로 인하여 혈전, 심장마비, 뇌졸중, 유방암, 담석질환을 유발할 가능성이 높아질 수 있다.
다음과 같은 경우에는 호르몬 치료를 받아서는 안 된다.
- 임신했다고 판단되는 경우
- 질 출혈이 있는 경우
- 유방암이나 자궁암과 같은 암이 있는 경우
- 뇌졸중이나 심장마비를 앓은 적이 있는 경우
- 혈전증(피가 응고되어 혈관을 막아 발생하는 질환)을 경험한 적이 있는 경우
- 간에 질병이 있는 경우

## 치료제의 종류
일반적으로 호르몬 치료제는 복용하는 알약의 형태로 개발되어 있다. 알약 외에도 피부에 부착하는 패취제, 질에 직접 바르는 크림, 겔 형태의 제품도 시판되고 있다. 어떤 치료법을 이용할 것인지는 사용목적에 따라 달라질 수 있으므로, 증상과 관련하여 담당의사와 논의 하여 결정해야 한다. 치료제의 형태에 따라 특별히 어떤 종류가 더 안전하거나 더 유효하다고 알려진 바는 없다.

## 치료의 기간
일반적으로 폐경기 증상을 조절할 수 있는 가장 낮은 용량으로 단기간 동안 투여하여야 한다. 따라서, 정기적으로 검진을 받고, 반드시 담당의사와 상의 하에 치료를 계속할지 여부를 결정하여야 한다.

## 예방
- 활동을 많이 하기: 걷기나 달리기와 같은 운동을 하루에 30분 이상 꾸준히 하도록 노력하도록 한다.
- 금연
- 건강식으로 체중을 관리: 섬유질이 풍부하고 지방이 낮은 음식 위주로 식사습관을 바꾸는 것이 좋다.
- 술 절제: 술을 마신다면, 하루에 한잔 이상을 마시지 않는 것이 좋다.
- 정기적 건강검진: 뼈의 건강을 위해 정밀 진단을 받고, 칼슘이나 비타민 D의 섭취여부를 담당의사와 상의해 보는 것이 좋다.
- 혈압, 콜레스테롤, 혈당 수치를 수시로 확인
- 정기적으로 유방검사(자가진단, X- 선 감사)를 받기